# Vụ đánh bom xe tự sát tại Aleppo 2017
Vào ngày 15 tháng 4 năm 2017, một quả bom xe phát nổ gần một đoàn xe buýt đưa người sơ tán dân sự ở phía tây Aleppo khỏi các thị trấn kiểm soát bởi chính phủ bị bao vây al-Fu'ah và Kafriya. Vụ đánh bom giết chết ít nhất 126 người.

## Bối cảnh
Các xe buýt đã vận chuyển người sơ tán như là một phần trong thỏa thuận giữa chính phủ Syria, Iran và Qatar (đại diện cho các chiến binh nổi dậy) và được thực hiện bởi Cồn cọ báo Ả Rập Syria Syria. Theo các điều khoản của hợp đồng sơ tán, cư dân của các cộng đồng Shia của Al-Fu'ah và Kafriya, hỗ trợ chính phủ Assad  và bị bao vây bởi các máy bay Sunni, sẽ được vận chuyển tới Aleppo. Đổi lại, các cư dân của Madaya và Al-Zabadani, những người Sunni ủng hộ phe đối lập, sẽ được chuyển đến tỉnh Idlib.

## Đánh bom
Vụ tấn công diễn ra ở quận Rashidin, ngay phía tây thành phố Aleppo, vào khoảng 15 giờ 30 giờ địa phương. Theo các nhà báo, quả bom đã ở trong một chiếc xe đậu và bắt đầu phân phối thức ăn gần mặt trước của một đoàn xe buýt dừng lại tại một trạm kiểm soát để di tản người tị nạn bị thương.
Các báo cáo ban đầu chỉ ra rằng chỉ có vài chục người đã bị giết, nhưng số người chết đã tăng lên 126 người vào ngày hôm sau, theo Cơ quan Quan sát Syria về Nhân quyền. Đài quan sát cho biết, 109 người chết là người tị nạn, trong đó có 68 trẻ em, cùng với các chiến binh phiến quân còn lại và nhân viên cứu trợ, mặc dù người phát ngôn của nhóm nổi dậy Ahrar al-Sham nói rằng khoảng 30 thành viên của họ đã bị giết. Theo nhóm bảo vệ dân sự ở White Helmets, có 55 người bị thương.

## Thủ phạm
Người ta chưa rõ ai là thủ phạm đánh bom. Theo truyền hình nhà nước Syria, dân thường của Fuaa và Kafriya ủng hộ chính phủ trong suốt cuộc vây hãm các thị trấn, và các phiến quân chịu trách nhiệm về vụ đánh bom. Theo các nhà hoạt động phe đối lập, vụ đánh bom đã được thực hiện bởi chính phủ đối với thường dân của mình để làm mất sự chú ý của cuộc tấn công hóa học Khan Shaykhun 2017.

## Phản ứng
- Liên Hợp Quốc – Tổng thư ký Liên Hợp Quốc António Guterres yêu cầu tất cả các bên đảm bảo an ninh cho những người chờ đợi được sơ tán và thêm rằng "Những người chịu trách nhiệm về cuộc tấn công ngày nay phải được đưa ra công lý".[12]
- Thành Vatican - Giáo hoàng Francis lên án vụ đánh bom trong bài diễn thuyết chủ nhật Phục Sinh của ông, gọi đó là một cuộc tấn công tồi tệ đối với việc trốn tránh những người tị nạn".[6]